# Daniel Hultqvist
Daniel Hultqvist, född 21 april 1998, är en svensk fotbollsspelare.

## Karriär
Daniel Hultqvist påbörjade sin fotbollskarriär i ungdomslagen hos Östers IF. Säsongen 2017 spenderade Hultqvist hos Oskarshamns AIK. Efter en säsong i Oskarshamn lämnar Hultqvist för Karlslunds IF där han spenderar två sänsonger och utvecklas som spelare. Inför säsongen 2020 lämnar Hultqvist Karlslunds IF för att göra en återkomst i Oskarshamns AIK. 
I december 2020 värvades Hultqvist av Gais, där han skrev på ett tvåårskontrakt. I januari 2022 värvades Hultqvist av norska Kvik Halden, där han skrev på ett ettårskontrakt. I januari 2023 värvades Hultqvist av Örebro SK, där han skrev på ett tvåårskontrakt. Den 1 december 2023 meddelade Örebro SK att Hultqvist skulle lämna klubben efter endast ett år.